# Övre Tälningen
Övre Tälningen är en sjö i Ovanåkers kommun i Hälsingland och ingår i Ljusnans huvudavrinningsområde. Sjön är 13 meter djup, har en yta på 1,84 kvadratkilometer och befinner sig 249,1 meter över havet. Sjön avvattnas av vattendraget Övre Tälningsån.

## Delavrinningsområde
Övre Tälningen ingår i det delavrinningsområde (679398-149042) som SMHI kallar för Utloppet av Övre Tälningen. Medelhöjden är 276 meter över havet och ytan är 13,06 kvadratkilometer. Räknas de 2 avrinningsområdena uppströms in blir den ackumulerade arean 39,97 kvadratkilometer. Nedre Tälningsån (som avvattnar sjön Tälningen med största tillflödet Övre Tälningsån) som avvattnar avrinningsområdet har biflödesordning 4, vilket innebär att vattnet flödar genom totalt 4 vattendrag innan det når havet efter 116 kilometer. Avrinningsområdet består mestadels av skog (82 procent). Avrinningsområdet har 1,9 kvadratkilometer vattenytor vilket ger det en sjöprocent på 14,6 procent.

## Fisk
Vid provfiske har följande fisk fångats i sjön:
- Abborre
- Gärs
- Gädda
- Löja
- Mört
- Siklöja